# سروژ استپانیان
سروژ استپانیان (ارمنی: Սերոժ Ստեփանյան؛ ۱۹۲۹ – ۱۸ نوامبر ۱۹۹۶)، مترجم ارمنی‌تبار اهل ایران بود.

## زندگی
سروژ استپانیان در ۱۹۲۹ میلادی (آذر ۱۳۰۸) در شهر باکو به دنیا آمد. پدر سروژ ارمنی‌تبار و مادرش روس تبار بودند. در ده سالگی به همراه خانواده اش به ایران مهاجرت کرد و در شهر رشت مقیم شد. سروژ استپانیان تحصیلات ابتدایی و متوسطه را در رشت سپری کرد. از سروژ استپانیان یک پسرو یک دختر به جامانده است که دخترش دبیر ریاضی و پسرش دکتر داروساز می‌باشد. سروژ استپانیان در میانسالی به ترجمه روی آورد. وی همچنین با نشریه‌ها نیز همکاری می‌کرد. سروژ استپانیان از سال ۱۳۴۱ فعالیت‌های فرهنگی خود را با ترجمه داستان‌هایی از نویسندگان روس یا روسی نویس در «کتاب هفته» آغاز کرد که اخیراً آنها را در مجموعه ای با عنوان «فیل در پرونده» برای انتشار آماده ساخت. او در زمینه ترجمه آثار روسی تبحر داشت. وی آثار بسیاری از زبان روسی ترجمه کرده است.
وی در ۱۸ نوامبر ۱۹۹۶ (۲۸ آذر ۱۳۷۵) در سن ۶۷ سالگی در پاریس درگذشت.

## آثار
- شطرنج و تئوری آن، مایزلیس
- فیل در پرونده (ترجمه مجموعه داستان‌های کوتاه نویسندگان روس)
- زندگی درگور، ستراتیس می ری ویلیس
- گذر از رنجها، اثر الکسی تولستوی
- بچه‌های آربات (دو جلد)، آناتولی ریباکف
- جزیره ساخالین، آنتوان چخوف
- ماجراهای حیرت‌انگیز بارن مونهاوزن، بورگ (از آلمانی)
- مجموعه آثار چخوف (در ۷ جلد)[۱۴]
- زندگی من، برانیسلاو نوشیج
- نوازنده همراه و بیماری سیاه، نینانیکالایونا بربرووا[۱۵]